# Micreos
Micreos is een Nederlands faag- en endolysinetechnologieontwikkelingsbedrijf gevestigd in Den Haag. Het bedrijf is de ontwikkelaar van Staphefekt, een endolysine dat Staphylococcus aureus-bacteriën selectief doodt. De stof is een ingrediënt in Gladskin, het huidverzorgingsmerk van het bedrijf dat zich richt op inflammatoire huidaandoeningen.
Micreos heeft faag- en endolysinegebaseerde producten ontwikkeld tegen specifieke bacteriën zoals Listeria, Salmonella en MRSA. Listex is hun antimicrobiële verwerkingshulpmiddel dat wordt gebruikt om Listeria te voorkomen in voedingsmiddelen zoals vlees, vis en kaas.
De USDA, Health Canada en FSANZ hebben deze toepassingen goedgekeurd. Salmonelex, gericht op het voorkomen van kruisbesmetting en het doden van ongewenste Salmonella-bacteriën op voedsel tijdens de verwerking, is door de FDA goedgekeurd als een verwerkingshulpmiddel Generally recognized as safe.
Mark Offerhaus is de CEO van het bedrijf.